# Josef Antonín Sehling
Josef Antonín Sehling, noto anche come Seling, Seeling o Söling (Toužim, 7 gennaio 1710 – Praga, 19 settembre 1756), è stato un compositore ceco.

## Biografia
Sehling nacque a Toužim, un paese vicino a Karlovy Vary. Dopo essersi formato musicalmente a Praga e a Vienna, dall'11 gennaio 1737 fu attivo come secondo violinista presso la Cattedrale di San Vito; nel marzo dello stesso anno fece vanamente istanza per diventare maestro di cappella, nonostante nella richiesta egli si fosse designato come compositore e musicista al servizio di Conte Morzin e avesse menzionato i propri studi viennesi. In seguito venne nominato maestro del coro della chiesa monastica di San Benedetto (1739) presso Hradčany e della chiesa maltese a Malá Strana (1740). Sempre nel 1739 a San Vito venne elevato alla posizione di primo violino e in seguito sostituì provvisoriamente il direttore della cappella Jan František Novák durante un periodo di malattia. Nel 1743 rappresentò il dramma latino Judith in onore dell'incoronazione di Maria Teresa a regina di Boemia.
Suo fratello František fu tenore e musicista.

## Considerazioni sull'artista
Tutti i lavori musicali di Sehling sono conservati presso la biblioteca musicale capitolare metropolitana di Praga. Egli compose esclusivamente musica sacra vocale, sia seguendo la maniera in auge nei decenni precedenti (ossia secondo i canoni della scuola veneziana e viennese) che il moderno e colorito stile napoletano. La sua produzione stilisticamente si posiziona tra il tardo barocco e il primo classicismo: le sue prime composizioni tendono essere affini a quelle di Antonio Caldara, mentre nelle altre domina l'omofonia supportata dal basso continuo tipica della scuola musicale napoletana. Scritti impiegando una solida e valida tecnica compositiva, i suoi lavori sono caratterizzati inoltre da un certo influsso da parte canti popolari del proprio paese.

## Composizioni
- 20 ca. messe e varie parti di messe
- 50 ca. mottetti e offertori
- 15 ca. arie per voce solista
- 3 pastorelle in latino
- 3 vespri
- 2 litanie
- Altri lavori minori

### Composizioni perdute
- Filius prodigus (oratorio pasquale, 1739)
- Firma in Deum fiducia … in Judith … exhibita (dramma scolastico, 1743)
- Constantinus Magnus in signo crucis de Maxentio victor (dramma scolastico, 1750)
- Constantinus parenti suo vitae melioris author et parens (dramma scolastico, 1751)